# Каранаево (Мечетлинский район)
Карана́ево (баш. Ҡаранай) — деревня в Мечетлинском районе Республики Башкортостан Российской Федерации. Входит в состав Дуван-Мечетлинского сельсовета.

## География

### Географическое положение
Находится на левом берегу реки Ай.
Расстояние до:
- районного центра (Большеустьикинское): 36 км,
- центра сельсовета (Дуван-Мечетлино): 4 км,
- ближайшей ж/д станции (Сулея): 90 км.

## Население
| 1939 | 1959 | 1970 | 1979 | 1989 | 2002 | 2009 |
| ---- | ---- | ---- | ---- | ---- | ---- | ---- |
| 215  | ↗247 | ↗265 | ↘217 | ↘134 | ↗185 | →185 |
| 2010 |      |      |      |      |      |      |
| ↘170 |      |      |      |      |      |      |

Национальный состав
Согласно переписи 2002 года, преобладающая национальность — башкиры (100 %).